# Shrewsbury
Shrewsbury (pronuncia /ˈʃroʊzbəri/ ) è una cittadina inglese di 76 782 abitanti, capoluogo della contea di Shropshire, non molto lontana dalla frontiera con il Galles. È la seconda località della contea per popolazione, dopo Telford ed è sede della Diocesi di Shrewsbury.

## Storia
La fondazione del paese risale al 700 d.C. circa. Contiene un castello e il centro storico è quasi completamente circondato dal fiume Severn.
Nel 1403, poche miglia a nord del centro abitato, vi ebbe luogo la battaglia di Shrewsbury, in località Battlefield; vi si fronteggiarono re Enrico IV ed Henry Percy Hotspur, e vinse il primo. La vittoria del re ispirò William Shakespeare per un atto del suo dramma Enrico IV, parte I (nel quinto atto).
Nella cittadina nacque il famoso biologo e naturalista Charles Darwin, scopritore dei meccanismi attraverso i quali avviene l'evoluzione della specie.

## Amministrazione

### Gemellaggi
- Zutphen, dal 1977[6]

## Cultura

### Letteratura
- È ambientata a Shrewsbury una fortunata serie di romanzi gialli di Ellis Peters che ha come protagonista un monaco erborista di nome Cadfael.
- Shrewsbury è il capoluogo della contea a cui appartiene Blandings Market, la località immaginaria dove è posto il Castello di Blandings. Con la zucca "Speranza di Blandings", Lord Emsworth ha vinto il primo premio alla Fiera agricola di Shrewsbury[7]
- Shrewsbury compare tra i nemici dello scenario Una martire perfetta all’interno della campagna di Giovanna d'Arco nel gioco Age of Empires II: The Age of Kings, come alleato degli Inglesi e dei Borgognoni.

## Sport
La locale squadra di calcio professionistica è lo Shrewsbury Town F.C. La squadra attualmente milita nella Football League One, la terza serie calcistica inglese. Dal 2007 lo stadio in cui disputa le partite casalinghe è il New Meadow - dal 1910 al 2007 il club ha giocato allo stadio Gay Meadow. I successi dello Shrewsbury Town F.C. comprendono la vittoria per sei volte della Coppa del Galles, un record per un club inglese, una permanenza di 10 anni nell'allora Second Division, ora chiamata Football League Championship, dal 1979 al 1989, un campionato di Third Division nel 1979 e la vittoria della finale play-off di Football Conference nel 2004.